# Матю Хол
Матю Хол (на английски: Matthew Hall) е английски сценарист и писател, автор на бестселъри в жанра криминален трилър. Пише под псевдонима М. Р. Хол (на английски: M R Hall).

## Биография и творчество
Роден е на 1 май 1967 г. в Лондон, Англия. Баща му е музикант във филхармоничен оркестър, а майка му е сценаристка и писателка.
През 1988 г. завършва право в Колежа „Уорстър“ в Оксфорд. След дипломирането си, от 1990 г. работи като адвокат предимно по наказателно право, като едновременно се учи и опитва да пише. През 1995 г. напуска работата си и се посвещава изцяло на писателската си кариера.
Първият си роман пише още в колежа. Трилърът му „Nightmare Logic“ (Кошмарна логика) е публикуван през 1989 г.
На 27 март 1993 г. се жени за журналистката Патриция Карсуел. Имат 2 деца.
Следващият му трилър „Изкуството да чупиш стъкло“ е публикуван през 1997 г.
В следващите години пише истории и сценарии за телевизията, като активно почва да се занимава с това от 1996 – 1997 г. с написването на сценарии за хитовия телевизионен сериал „Kavanagh QC“ с участието на Джон Тоу. Общо е написал сценарии за над 40 часа време за BBC1 и ITV.
През 2009 г. е издаден първият му трилър „The Coroner“ (Съдебният лекар) от поредицата „Джени Купър“ под псевдонима М. Р. Хол. Главната героиня адвокатката Джени Купър се бори с враждебността, корупцията, конспирациите и убийствата, в опасен за една жена кръстоносен поход за справедливост, която заплашва не само кариерата, но и разсъдъка ѝ. Романът става бестселър и го прави известен.
Матю Хол живее със семейството си в долината Уай в Южен Уелс.

## Произведения

### Самостоятелни романи
- Nightmare Logic (1989)
- The Art of Breaking Glass (1997)
Изкуството да чупиш стъкло, ИК „Бард“, София (1998), прев. Валерий Русинов
- Walking on the Edge of the World (1999)

### Серия „Джени Купър“ (Jenny Cooper)
1. The Coroner (2009)
2. The Disappeared (2009)
3. The Redeemed (2011)
4. The Flight (2012)
5. The Chosen Dead (2013)
6. The Burning (2014)
7. The Last Post (2016)

- The Innocent (2012) – разказ

### Екранизации
- 1991 Dark Shadows – ТВ сериал, автор 3 епизода
- 1996 – 1997 Kavanagh QC – ТВ сериал, автор 3 епизода
- 1997 – 1999 Wing and a Prayer – ТВ сериал, автор 9 епизода
- 1999 Life Support – ТВ сериал, автор 1 епизод
- 2000 The Scarlet Pimpernel – ТВ минисериал, автор 1 епизод
- 2000 – 2001 Dalziel and Pascoe – ТВ сериал, автор 2 епизода
- 2003 Loving You – ТВ филм, сценарист
- 2003 Holby City – ТВ сериал, автор 3 епизода
- 2003 Foyle's War – ТВ сериал, автор 1 епизод
- 2004 Blue Murder – ТВ сериал, автор 1 епизод
- 2006 – 2007 New Street Law – ТВ сериал, автор 10 епизода
- 2013 Casualty – ТВ сериал, автор 1 епизод